# Palacio Primacial
El palacio del Primate (en eslovaco: Primaciálny palác; en húngaro: Prímási palota) es un palacio de estilo neoclásico situado en la Ciudad Vieja de Bratislava, capital de Eslovaquia. Se construyó entre 1778 y 1781 por orden del Arzobispo József Batthyány, según un diseño del arquitecto Melchior Hefele. En 1805, concretamente en la sala de los Espejos del palacio, tuvo lugar la firma del tratado de paz de Presburgo, con el que finalizó la Guerra de la Tercera Coalición. Hoy sirve como el lugar de trabajo del alcalde de Bratislava.

## Historia
El palacio y su cuarto más famoso, la Sala de Espejos, fue el lugar en el que se firmó el Tratado de Presburgo por parte de Johann I Josef, Príncipe de Liechtenstein, Ignácz Gyulay y Charles Maurice de Talleyrand en 1805 después de la batalla de Austerlitz, con la que finalizó la Guerra de la Tercera Coalición. A raíz de la Paz de Presburgo, el Imperio Romano Santo se disolvió, y el emperador emperador Francisco II del Sacro Imperio se proclamó emperador Francisco I de Austria; hecho que se conmemora en la actualidad con un busto de estilo romano del emperador en la escalera junto a la sala de Espejos. Las sesiones iniciales de la Dieta húngara, que se celebraron en la Biblioteca Universitaria, tuvieron lugar aquí también. István Széchenyi ofreció sus ingresos anuales para establecer aquí la academia húngara de Ciencias. 
Fernando V de Hungría promovió en el palacio el primer gobierno húngaro (elsõ felelõs magyar kormány) y firmó «Las leyes de abril», donde también participaron los ministros húngaros Lajos Batthyány, Lajos Kossuth, Bertalan Szemere, Ferenc Deák, Pál Esterházy, István Széchenyi, Lázár Mészáros, József Eötvös y Gábor Klauzál. 
La ciudad adquirió el palacio en 1903. Durante la reconstrucción ese mismo año, se descubrió una serie de seis tapices desconocidos detrás de una pared, describiendo la leyenda de Héroe y Leander y su amor trágico. Los tapices estuvieron se tejieron en los años 1630s en el taller real de tejeduría en Mortlake, cerca de Londres.
Según antiguos diarios húngaros, en la Sala de los Espejos se celebraron charlas y conferencias de escritores entre las dos guerras mundiales. Zseni Várnai, Aladár Schöpflin, Zsigmond Móricz o Thomas Mann, entre otros, participaron en estos eventos.
El becario Paracelso viviö brevemente en el palacio donde hay una placa conmemorativa sobre su visita.
El Palacio sirvió como residencia provisional del Presidente de Eslovaquia antes de que el palacio de Grassalkovich se convirtiera en su residencia permanente en 1996.

## Galería de imágenes

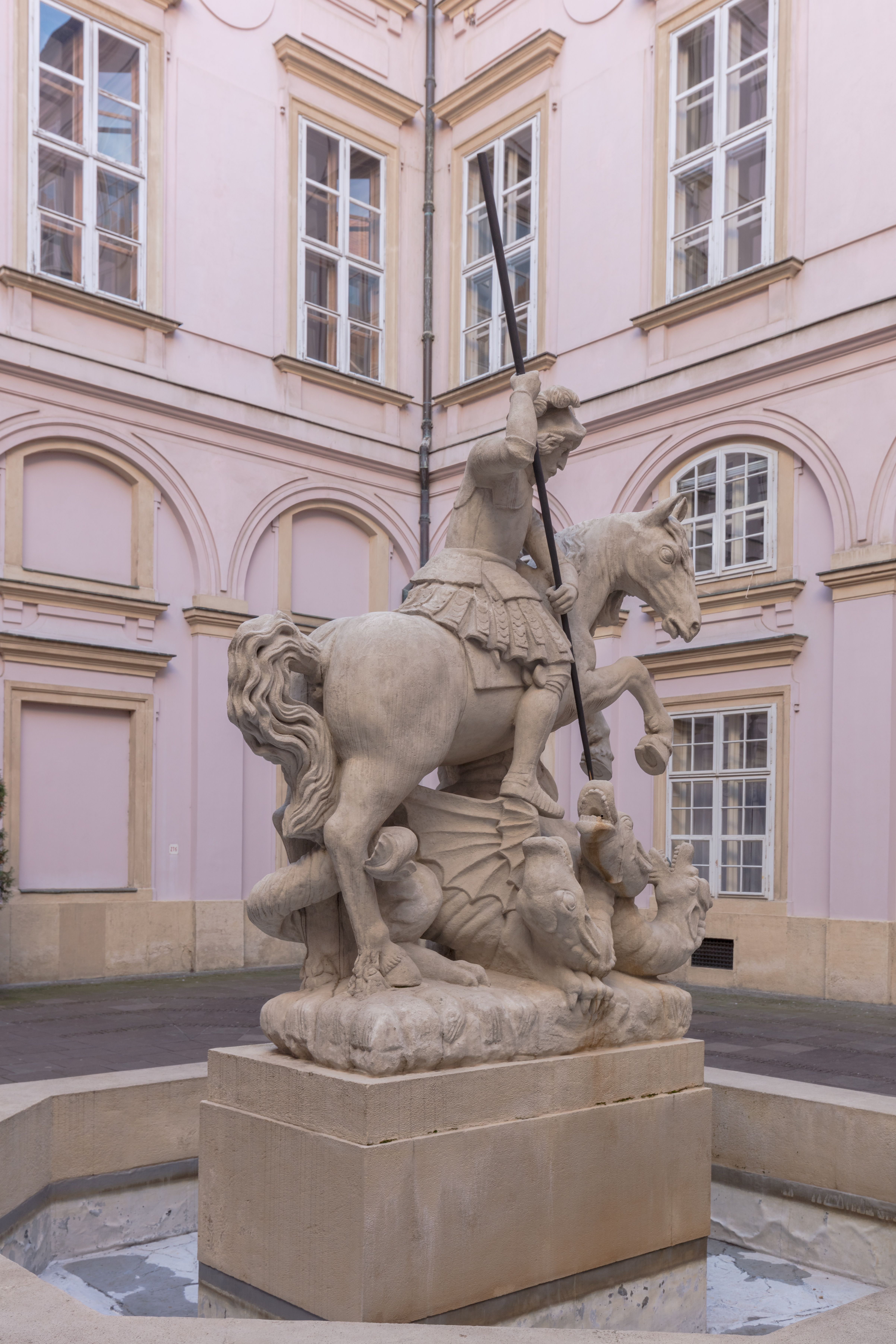
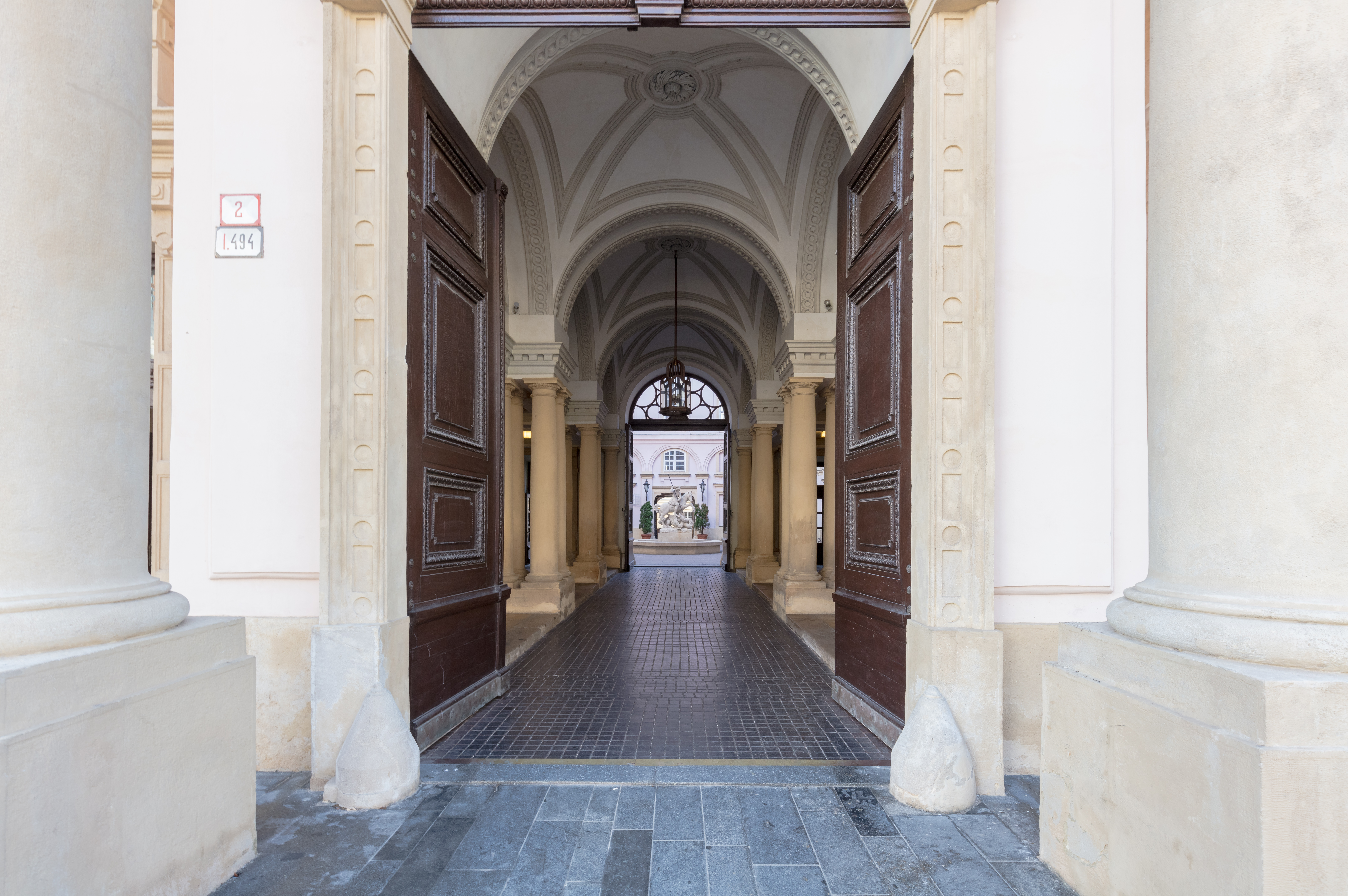
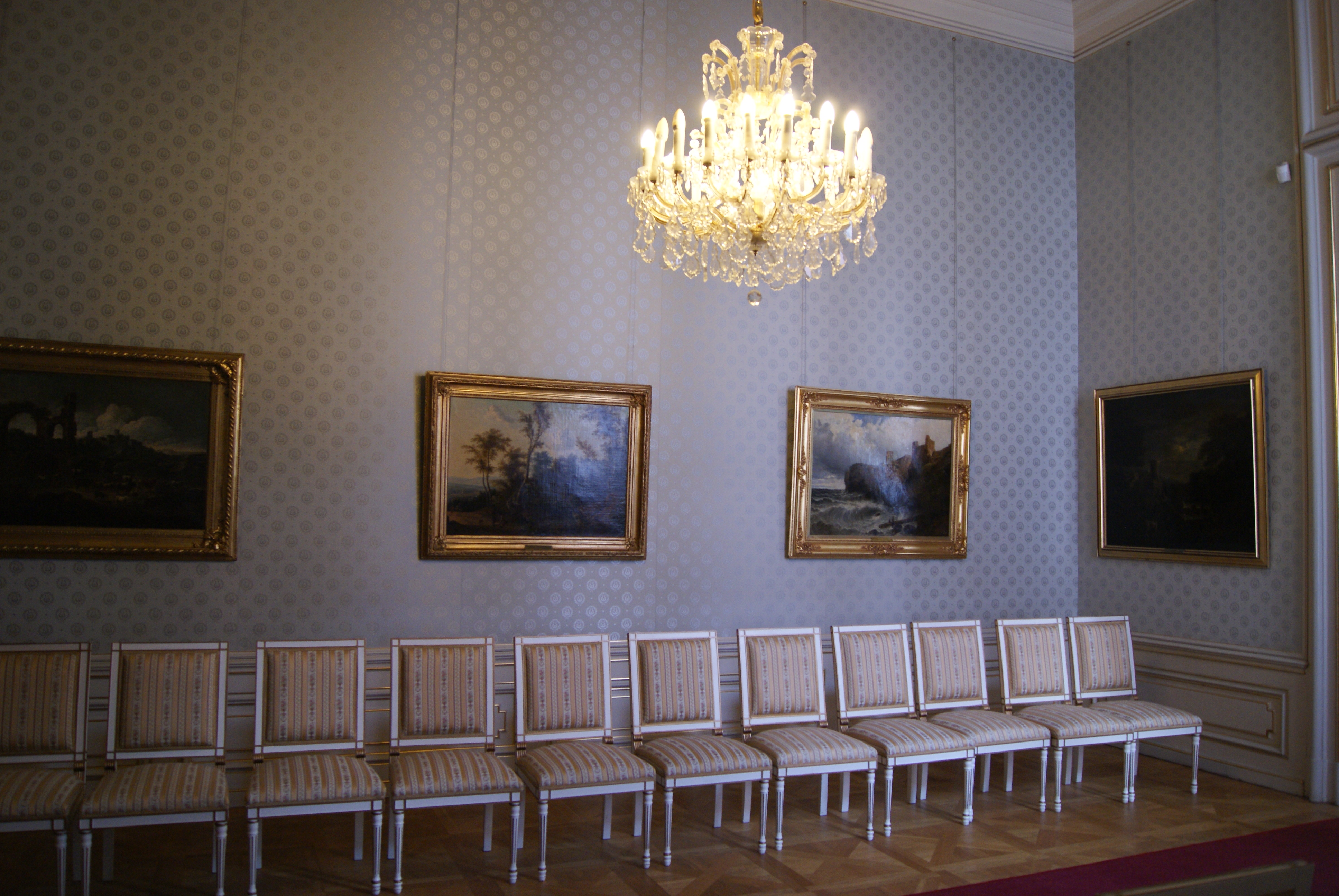
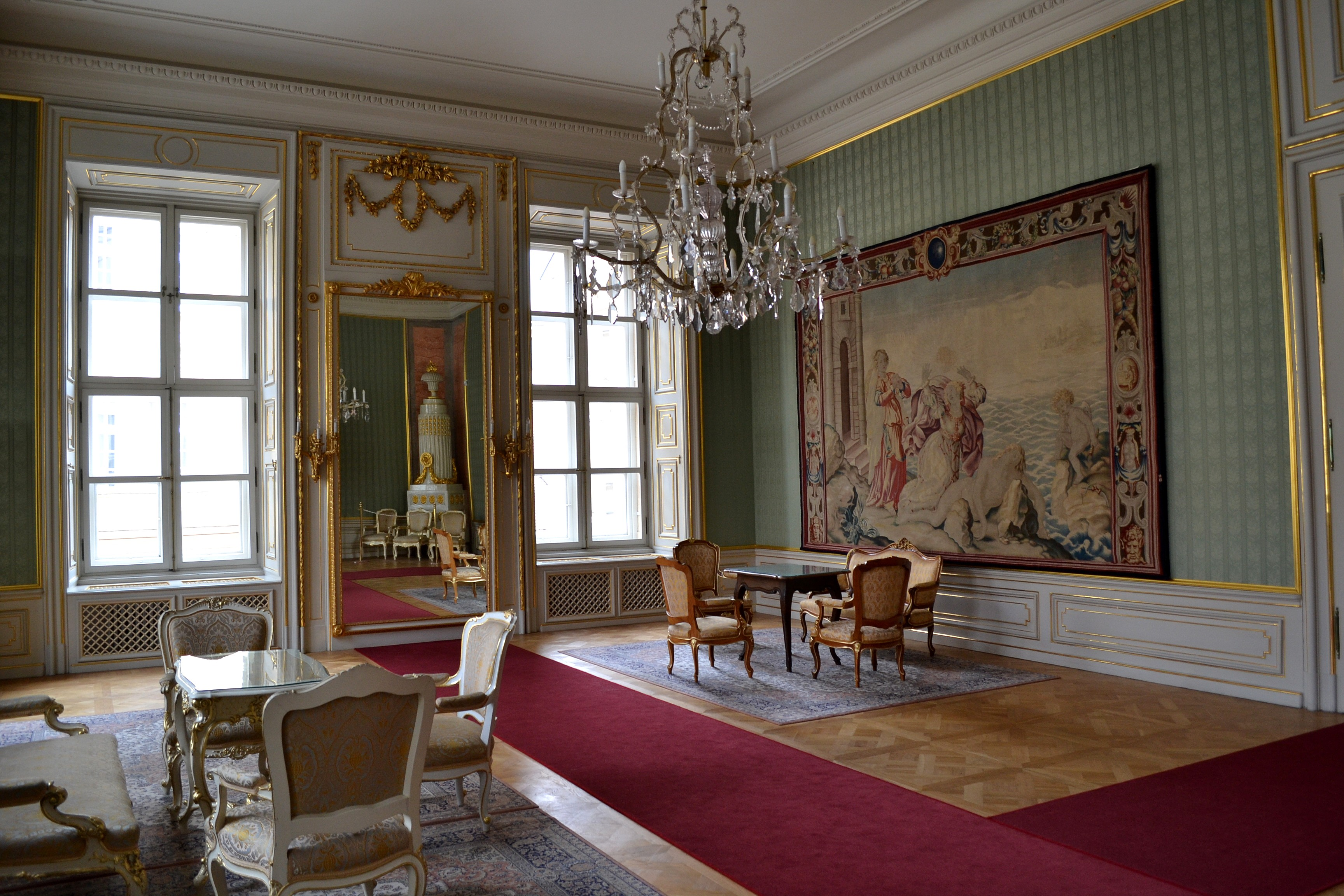
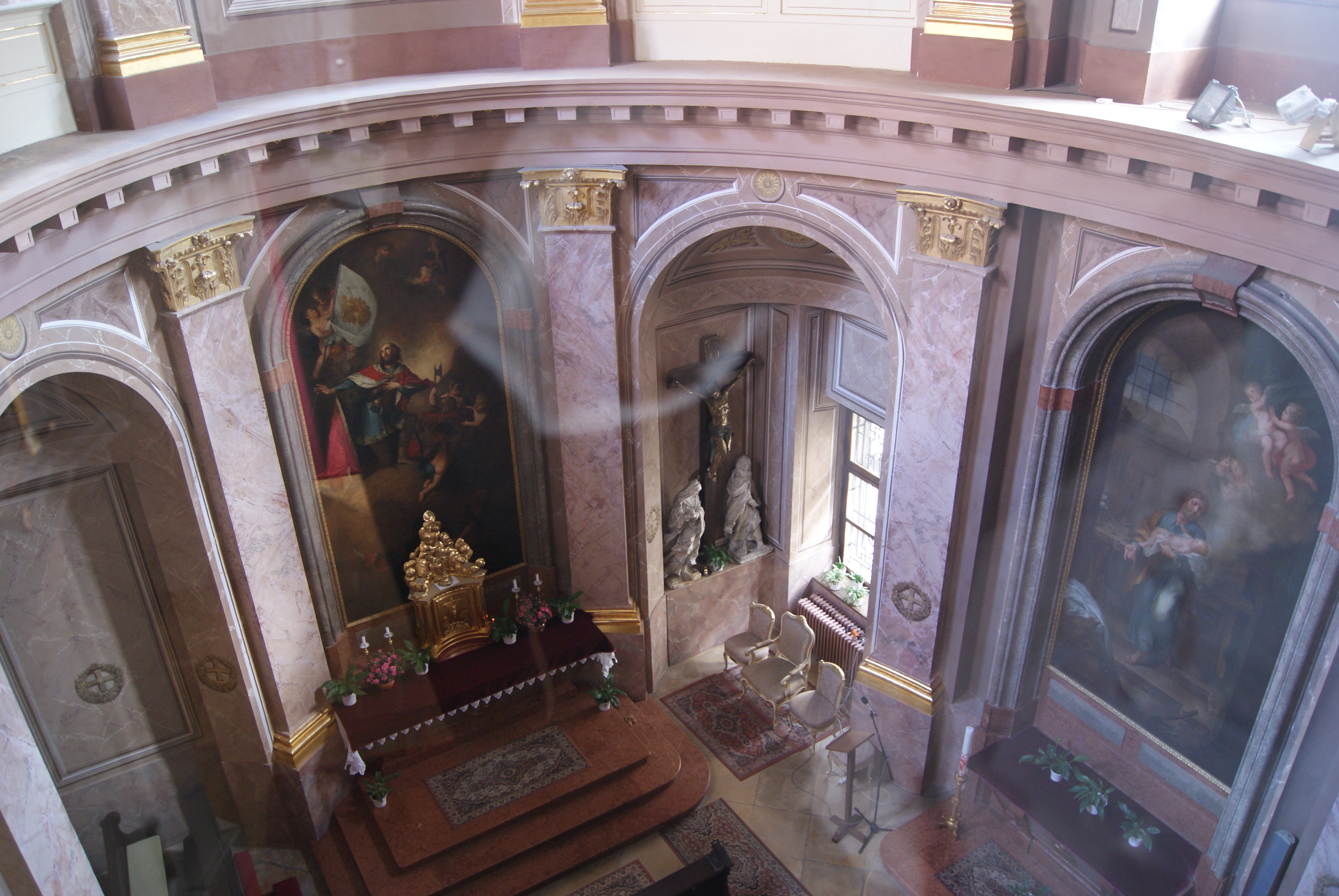

- Datos: Q938516
- Multimedia: Primate's Palace, Bratislava / Q938516